# Renato Pirocchi
 Renato Pirocchi  va ser un pilot de curses automobilístiques italià que va arribar a disputar curses de Fórmula 1.
Renato Pirocchi va néixer el 26 de març del 1933 a Notaresco, Abruços, Itàlia i va morir a Chieti, Itàlia el 29 de juliol del 2002.

## A la F1
Va debutar a la cinquena cursa de la temporada 1961 (la dotzena temporada de la història) del campionat del món de la Fórmula 1, disputant el 6 d'agost del 1961 el GP d'Alemanya al circuit de Nürburgring encara que no va arribar a qualificar-se per disputar la prova.
Renato Pirocchi va participar en dues proves puntuables pel campionat de la F1, aconseguint una dotzena posició com millor classificació i no assolí cap punt pel campionat del món de pilots.

## Resultats a la Fórmula 1
| Any  | Equip               | Xassís | Motor    | 1   | 2   | 3   | 4   | 5   | 6       | 7      | 8   | Posició | Punts |
| ---- | ------------------- | ------ | -------- | --- | --- | --- | --- | --- | ------- | ------ | --- | ------- | ----- |
| 1961 | Pescara Racing Club | Cooper | Maserati | MON | HOL | BEL | FRA | GBR | ALE NVQ | ITA 12 | USA | -       | 0     |

### Resum
| Curses: | Victòries: | Pòdiums: | Poles: | Voltes ràpides: | Punts: |
| ------- | ---------- | -------- | ------ | --------------- | ------ |
| 2       | 0          | 0        | 0      | 0               | 0      |